# Santo Aleixo
Santo Aleixo es una freguesia portuguesa del concelho de Monforte, con 58,48 km² de superficie y 787 habitantes (2001). Su densidad de población es de 13,5 hab/km².